# Laurent Bénézech
Pour les articles homonymes, voir Bénézech.

a Compétitions nationales et continentales officielles uniquement.

b Matchs officiels uniquement.
Laurent Bénézech (né le 19 décembre 1966 à Pamiers) est un joueur français de rugby à XV.

## Biographie
Évoluant au poste de pilier, Laurent Bénézech est formé au SC Pamiers, il rejoint ensuite le Stade toulousain alors au sommet de la hiérarchie nationale en 1986.
Il évolue ensuite sous les couleurs du Racing club de France où il devient champion de France en 1990, après avoir battu successivement Grenoble en quart sur un essai refusé à tort aux alpins,, le Stade toulousain 21-14 comme 3 ans plus tôt en demi-finale puis le SU Agen en finale (22-12 après prolongations).
Le Racing était alors emmené par une génération exceptionnelle avec notamment Franck Mesnel, Jean-Baptiste Lafond, Philippe Guillard ou Éric Blanc.
Laurent Bénézech est ensuite sélectionné avec l'équipe de France, totalisant 15 sélections entre 1994 et 1995.
Il dispute notamment la Coupe du monde 1995.
Lorsque le Racing est relégué en 1996, il quitte le club parisien et poursuit ensuite sa carrière aux Harlequins puis au RC Narbonne. 
En fin de carrière, il a été à l'origine de la création du Syndicat des joueurs professionnels. 
Il est actuellement consultant dans le domaine du rugby (L'Équipe 21, Europe 1). Il a été président de l’Association des joueurs de rugby. Il a sorti un livre Anatomie d'une partie de rugby aux éditions Prolongations qui raconte un match de rugby vécu de l'intérieur.
En 2008, il est co-scénariste et de l'épisode "Les Braves" de la série Joséphine, ange gardien.

## Statistiques

### En club
Il a disputé quatre matchs de Heineken Cup avec les Harlequins (quart de finale contre Leicester) ainsi que trois matchs de Challenge européen en 1998-2000 avec Narbonne.

### En équipe nationale
- Sélections en équipe nationale : 15

- Sélections par année : 6 en 1994, 9 en 1995

- Tournoi des Cinq Nations disputés : 1994, 1995

Il a disputé son premier test match le 5 mars 1994, contre l'équipe d'Angleterre, son dernier test match fut contre l'équipe de Nouvelle-Zélande, le 18 novembre 1995.
Il fait partie du XV de France qui a battu trois fois la Nouvelle-Zélande et a participé à la coupe du monde de rugby 1995 (3e place).

## Palmarès

### En club
- Champion de France (1) : 1990

### En équipe nationale

#### Tournoi des Cinq Nations
| Édition           | Rang | Résultats France | Résultats Bénézech | Matchs Bénézech |
| ----------------- | ---- | ---------------- | ------------------ | --------------- |
| Cinq Nations 1994 | 3    | 2 v, 0 n, 2 d    | 1 v, 0 n, 1 d      | 2/4             |
| Cinq Nations 1995 | 3    | 2 v, 0 n, 2 d    | 1 v, 0 n, 1 d      | 2/4             |

Légende : v = victoire ; n = match nul ; d = défaite ; la ligne est en gras quand il y a Grand Chelem.

#### Coupe du monde
| Édition             | Rang      | Résultats France | Résultats Bénézech | Matchs Bénézech |
| ------------------- | --------- | ---------------- | ------------------ | --------------- |
| Afrique du Sud 1995 | Troisième | 5 v, 0 n, 1 d    | 3 v, 0 n, 0 d      | 3/6             |

Légende : v = victoire ; n = match nul ; d = défaite.